# Мхаргрдзели
Мхаргрдзе́ли (груз. მხარგრძელი, дословно — «Долгоплечие») или Мхаргрдзе́ли-Закаря́ны (арм. Զաքարեան или Երկայնաբազուկ) — грузинский и армянский княжеский род, по наиболее распространённой среди историков версии — курдского происхождения, хотя в армянской историографии превалирует версия об их армянском происхождении.

## Название
Происхождение, национальная принадлежность и название семьи являются предметом дискуссий. Грузинские источники называют военачальника грузинской царицы Тамары Иване Мхаргрдзели, армянские авторы называют его Иване Закарян. Причём, согласно Истмонду и Ла Порте, форма Мхаргрдзели встречается в средневековых источниках и надписях на сооружениях, тогда как форма Закарян появляется позднее — в армянской историографии. Согласно Ла Порте, форма Закарян появляется ещё у Вардана Аревелци , однако ни в надписях Иване, ни в надписях Закаре форма Закарян не используется, в средневековых надписях на зданиях сами члены семьи именуются Мхаргрдзели. Согласно Ст. Раппу, армянская семья Мхаргрдзели на их родном языке называется Закаряны. Р. Шукуров назвал братьев армянами, но семью называл Мхаргрдзели.

## Происхождение рода
Ан-Насави называл Иване «ал-Курджи» (грузин), связь братьев с Грузией зафиксировал и Абу-ль-Феда, ошибочно назвав Закаре грузинским царем. Но наиболее распространённая, по мнению историка Ла Порты, версия о происхождении семьи Мхаргрдзели основана на указаниях историков тринадцатого века, современниках Иване и Тамты, Киракоса Гандзакеци (1203—1272) и Вардана Аревелци (1200—1271), которые, в свою очередь, опирались на утерянный труд их учителя Ованнеса Тавушеци (1181—1251). Согласно этой версии, братья Иване и Закария были курдского происхождения. Курдское происхождение семьи было признано многими учёными. В. Минорский придерживался этой версии. По мнению Иосифа Орбели, вероятно, род Мхаргрдзели-Закарянов был курдского происхождения.Р. Томсон писал о курдском происхождении братьев Иване и Закаре. Н. Гарсоян называет представителей семьи «христианизированными курдами». При этом, согласно Н. Гарсоян, «многочисленные надписи, оставленные на сооружениях братьев, не оставляют сомнений, что они рассматривали себя как армян». Академик Н. Марр называл Иване армянином. Сами братья претендовали на происхождение от армянских правителей региона. В одной из надписей братья утверждали, что произошли от Багратидов, в другой надписи они указывали происхождение от Арцрунидов, которые правили в Васпуракане. Предки Иване и Закаре приняли христианство в период нахождения на службе у армянских князей в Ташире. Духовным центром рода была крепость XI века Хожорни.

## Службе у грузинского царя
Мхаргрдзели в разные времена занимали в Грузии посты военачальников, казначеев. Их семья была наиболее приближенной к грузинским царям.
Один из ярких представителей Мхаргрдзели — Закаре, военачальник царицы Тамар. Само наименование получено ещё до 1160 год, когда отец Закаре служил грузинскому царю Георгию (отцу царицы Тамар). Отец его, Саргис Мхаргрдзели, впервые упоминается в истории, когда царь Георгий поставил его своим представителем в освобожденный грузинами от сарацин город Ани.
В 1196 году полководец Иване Мхаргрдзели разбил сельджуков в армянской провинции Гегаркуник.
В 1202 году в битве при Басиани грузины одержали блестящую победу над многочисленным врагом. В бою прославили себя Шалва Ахалцихели, Закария и Иванэ Мхаргрдзели.
В 1203 году грузинские войска под командованием Закарии Мхаргрдзели проиграли битву войскам Хлата и Ерзрума. Закария был убит в бою.

## Ответвлении рода
Род Мхаргрдзели дал Грузии и Армении многих великих политических и военных деятелей. Ответвлением рода являются армяно-грузинские рода: Тмогвели-Ваграмяны и Гагели-Гагеци. Аргутинские-Долгорукие (Мхаргрдзели-Аргуташвили) происходит от князя Аргута (ум. 1506). Ответвление рода Павленишвили называются по замку Павнели.

## Комментарии
1. ↑  
  - «The conflicting claims of the brothers, as vassals in Georgia but as independent kings in their own lands, are reflected in the modern disagreement about the family's name: Mqargrdzeli in medieval Georgian sources, Zakarian in modern Armenian histories»[1].
  - «The family is referred to as the Mhargrjeli in Georgian sources and contemporary inscriptions and as the Zakarean  in later Armenian historiography»[2].
2. ↑  «The earliest reference to the family as Zakarean, to my knowledge, occurs in Vardan Arewelc*i's Historical Compilation. In neither Zak'arē's nor Iwanē's inscriptions, however, is that surname employed[2]».
3. ↑  
  - С. Ла Порта: «I have therefore decided to refer to the brothers by the moniker Mhargrjeli attributed to them by the K'art'lis C'xovreba as well as used by them in their inscriptions, cf. Zak'are's inscription on his church at Ani[2]».
  - Согласно К. Костанянцу, надпись расположена в Ошакане: «Смбат, слуга великого Иване Мхаргрдзели (Սմբատ, ծառայ մեծին իտանէի Մխարգր ձէլի)»[3].
  - Церковь Закаре в городе Ани, снаружи, у восточного угла южной стены: « Саргис Мхаргрдзели (ՄԽԱՐԳՐՄԵԼԻ՛Ն ՍԱՐԳՍԻ)»[4].
  - Тежаруйгский монастырь, южная сторона церкви: «… Иванэ Мхаргрцель, сын эристава — эриставов Саркиса мандатуртухуцеса, брат шахиншаха — великославного армирспасалара Захария… во имя твое построил сей монастырь и церковь»[5]
4. ↑  «Among the amirspasalaris (commanders-in-chief) are many references to the Armenian Mq'argrdzeli (modern orthography: Mkhargrdzeli, var. Mxargrdzeli) house, in their native tongue known as the Zak'areans/Zakarids. Sargis Mq'argrdzeli served as Queen T'amar's amirspasalarf, after him his son Zak'aria held the post while Zak'aria's younger brother, Ivane, not only was the msakhurt'-ukhuts'esi, the chief of the secretaries, but also a convert to Georgian Orthodoxy[6]».
5. ↑  «Закарэ и Иванэ из рода Мхаргрдзели, могущественных армян на грузинской службе…»[7].
6. ↑  «The Muslim Abul Fida unexpectedly styles Zakare “king of Georgia"»[9].
7. ↑    - Вардан Аревелци: «В это время жили славные князья: Закаре и Иване, сыновья Саргиса, курдские переселенцы»[11].
  - Киракос Гандзакеци: «В дни царствования армянского царя Левона жили на Востоке два брата — сыновья благочестивого ишхана Саргиса, сына Ваграма, сына Закарии, который отделился от курдов племени Бабира. Имя первого было Закарэ, а второго — Иванэ»[12].
8. ↑    - "It is clear from the account of these Armenian historians that Ivane’s great grandfather broke away from the Kurdish tribe of Babir".
  - "under the Christianized Kurdish dynasty of Zak’arids they tried to re-establish nazarar system…".
  - "She retained and leant upon the numerous relatives of Sargis Mkhargrdzeli, an aznauri of Kurdish origin".
9. ↑  В. Минорский: «The name Ba-pir is frequent among the Kurds and a clan Piran exists among the Mangur federation»; «Thamar’s victories were chiefly due to the generals Zak'are and Ivane, whose family is called in Georgian Mxargrdzeli Longimani. According to a tradition which has every reason to be true, their ancestors were Mesopotamian Kurds of the tribe (peel) Babirakan»[14].
10. ↑  « Zak'are and Ivane were both Christians. Of Kurdish origin, their ancestors had served Armenian lords in Tasir and were converted to Christianity»[16].
11. ↑  «Finally two viceroys of Queen Tomar (1384—1212), the Christianized Kurds the amir-spasalar Zakare and his brother the atabeg Iwanē Mxargrzeli («Long Hand»), reconquered Ani in 1199 and Dwin in 1203»[9].
12. ↑  «The numerous Zakarid inscriptions Ieave no doubt that they considered themselves Armenjans»[9].
13. ↑  «князь Иванэ съ присоединеніемъ къ халкедонитской церкви не переставалъ быть армяниномъ»[17]
14. ↑  
  - М. Броссе: «По воле Божьей, эта надпись навсегда является памятником сыновей великого Саргиса, Закаре и Иване Багратидской расы»[18].
  - Истмонд: «(эмир) спасалар Закария [и] Ивана (Иване) ас-Сарруни (Арцруни)»[19]